# Camelinopsis
Camelinopsis é um género botânico pertencente à família Brassicaceae.